# Marlboro
«Марлборо» (англ. «Marlboro») — марка сигарет, що належить компанії Altria Group (відоміша, як Philip Morris International) з 1924 року. Одна з найвідоміших марок цигарок у світі. Сигарети Marlboro широко відомі у всьому світі завдяки потужній рекламній кампанії і значним благодійним вкладенням в автоспорт, зокрема, фінансовій підтримці з 1997 року команди «Формули-1» «Феррарі».
На емблемі сигарет розміщено латинський вираз Veni, vidi, vici, автором якого є Юлій Цезар.

## Історія
У 1924 році компанією Philip Morris був запущений бренд Marlboro з гаслом «м'які як травень» (англ. Mild As May). У той час сигарети з фільтром призначалися в основному для жінок, тому навколо фільтра була червона смужка, що приховує сліди помади. Фільтр назвали «Beauty Tips to Keep the Paper from Your Lips».
У 1950-х роках з'явилися наукові дослідження, які доводять наявність зв'язку між курінням і раком легенів. Компанія Philip Morris вирішила переорієнтувати бренд Marlboro на чоловіків, що піклуються про своє здоров'я. Була розгорнута активна рекламна кампанія, яка стверджує, що сигарети з фільтром набагато безпечніше, ніж без нього. Для боротьби зі стереотипом, що це сигарети для жінок, в рекламі використовувалися чоловічі образи, такі як капітани кораблів, важкоатлети, військові кореспонденти і робочі. Але найбільшим успіхом користувався образ ковбоя, так званий «Чоловік Мальборо» (англ. Marlboro Man). З 1963 року в телерекламі використовується тема з кінофільму «Чудова сімка».
Відповідно до рішення суду 2006 року по справі США проти Philip Morris і інших тютюнових компаній на пачках сигарет заборонено використовувати слова «Lights» (легкі), «Ultra-Lights», «Medium», «Mild» і подібні, що створюють хибне враження, що вони менш шкідливі, ніж звичайні сигарети. З цього часу тип сигарет позначається кольором, наприклад, Marlboro Lights називаються Marlboro Gold Pack (Золота пачка).

## Рекламна кампанія
Philip Morris запустила свою рекламну кампанію, орієнтовану на молодь в більш ніж 50 країнах. Вперше вона стартувала в Німеччині в 2011 році.

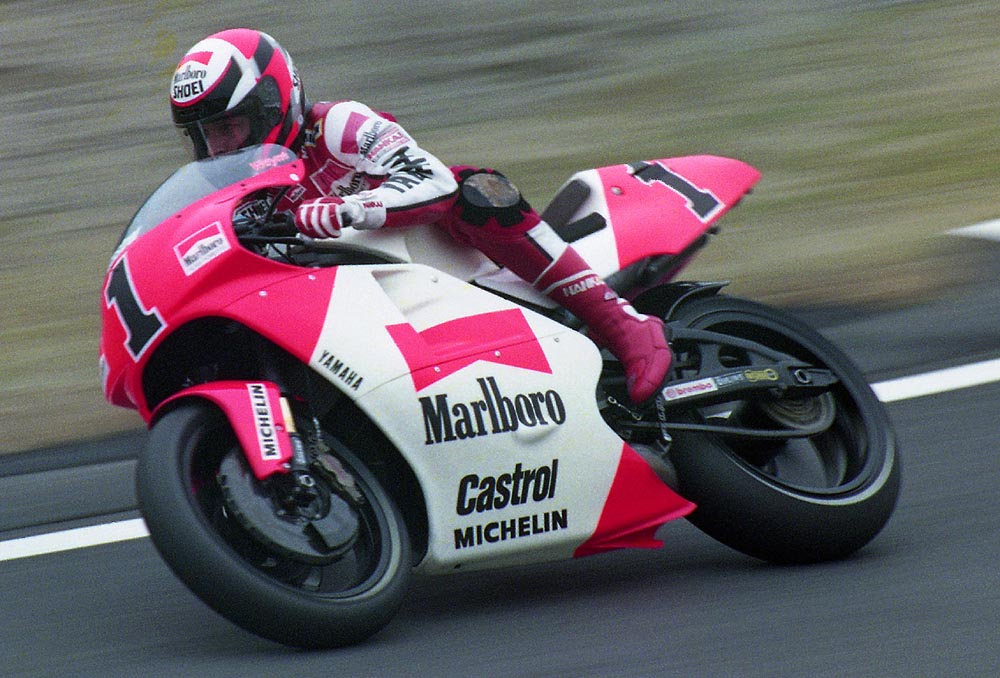
Реклама Marlboro на мотогонках

Кампанія під слоганом «Do not Be a Maybe. Be Marlboro» привертає увагу молоді рекламними постерами, що містять зображення привабливих молодих людей: закоханих, людей які розважаються на вечірках, які займаються екстремальними видами спорту і т.д.
Громадські активісти виступають проти цієї рекламної кампанії і закликають країни зупинити її. Філіп Морріс збільшили свої продажі за рахунок залучення молоді, оскільки вся рекламна кампанія як би говорить - «будь з Мальборо, і ти будеш так само успішний і щасливий, як і твої ровесники на рекламних постерах». Міжнародні організації з охорони здоров'я об'єдналися і закликали PMI зупинити кампанію, яка була визнана цілеспрямованої на молодь судом Німеччини. У жовтні 2013 року німецький суд заборонив кампанію «Будь Мальборо», виявивши, що вона закликає дітей у віці 14 років курити і тим самим порушує закон. Звернення, в яких йдеться про порушення законодавства і націленості на молодь, також прозвучали в Бразилії, Швейцарії та інших країнах.
Незважаючи на невдачі в Німеччині, «Філіп Морріс» продовжили розгортати свою кампанію по всьому світу, переважно в країнах з низьким доходом. У травні 2014 року в Москві, під час річних зборів акціонерів, громадські активісти звернулися до акціонерів з відкритим листом з вимогою припинити цю рекламну кампанію. Лист був підписаний представниками більш ніж 250 громадських організацій з більш ніж 25 держав.
Майже 65 000 людей з 94 країн підписали петицію, що закликає країни зупинити кампанію Мальборо.

## Продукція

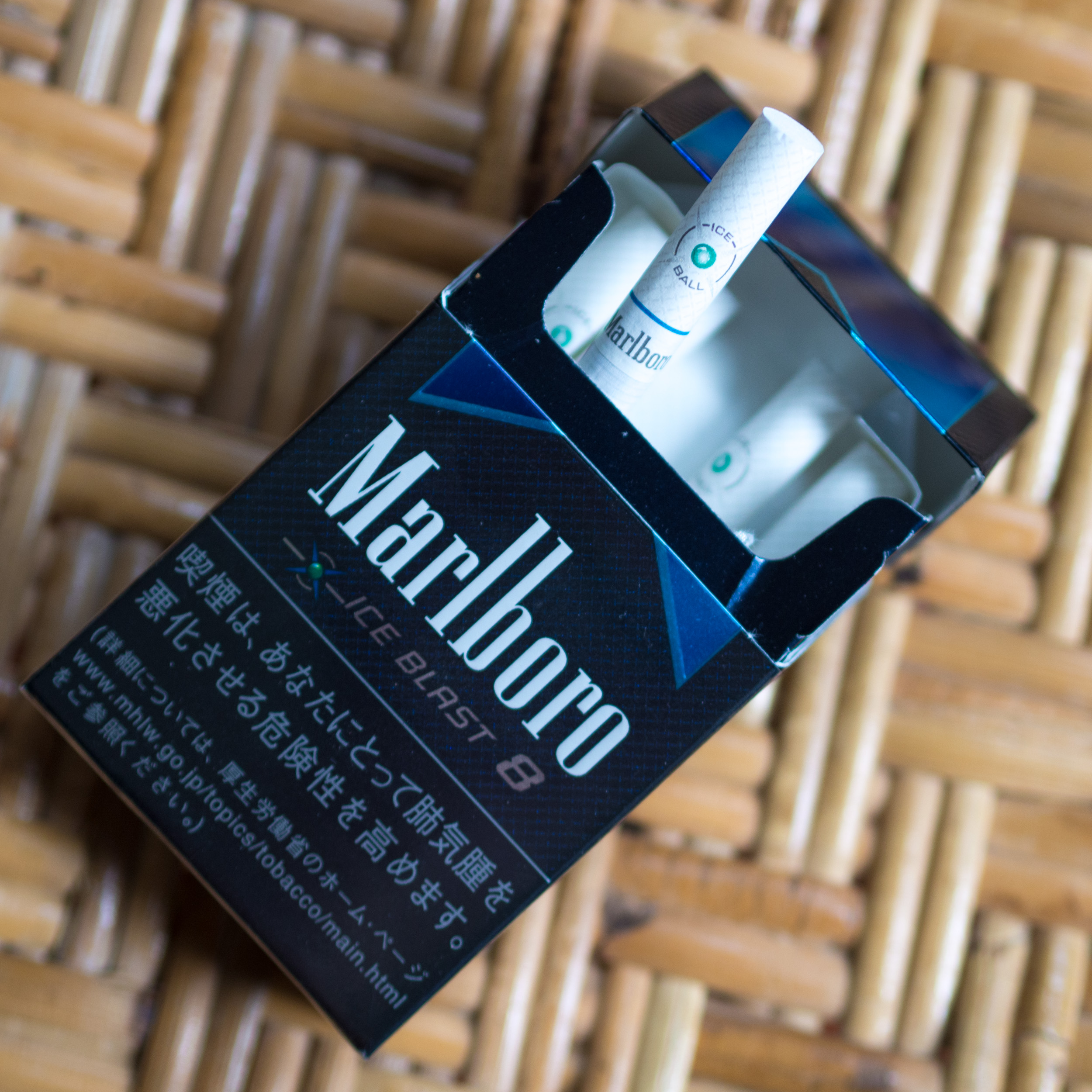
Японська упаковка Marlboro Ice Blast.

Філіп Морріс продає сигарети, снус та HeatSticks для IQOS під брендом Marlboro.

### Міжнародні варіації сигарет
Philip Morris International поділила продукцію Marlboro на три підрозділи - Flavor line - оригінальні червоні сигарети з повноцінним ароматом, Gold line - колишні Lights, та Fresh - ароматизовані сигарети.
У Великій Британії компанія продає Marlboro Red, Gold, Touch та Silver King Size. У травні 2020 року всі марки ментолових сигарет, включаючи сигарети Marlboro Menthol та Marlboro Ice Blast Capsule, були заборонені в Європейському Союзі.
На Філіппінах у Marlboro є 5 варіантів сигарет: Marlboro Classic (також відомий як Marlboro Red), Marlboro Gold ( відомий як Marlboro Lights), Marlboro Black Menthol (просто Marlboro Black), Marlboro Purple Fusion (або Purple Mix) та Marlboro Ice Blast (відомий як Marlboro Blue, супутній бренд Fortune Mint Splash на Філіппінах).